# Joel Pohjanpalo
Joel Pohjanpalo (Helsinki, 1994. szeptember 13. –) finn válogatott labdarúgó, az olasz Palermo csatárja.
A 2020-as Európa-bajnokságon ő szerezte a finn válogatott első világversenyen (EB-VB) elért gólját.

## Klub karrier

### HJK Helsinki
A Helsinkiben született Pohjanpalo gyerekkora óta futballozik, kezdetben a Helsinki melletti Vantaa városának együttesében, a PK-35-ben edződött, később bekerült a fővárosi rekordbajnok HJK Helsinki utánpótlás-programjába. A hatalmas tehetségnek tartott Joelt már 2011-ben, 16 évesen felvitték a HJK harmadosztályban (Kakkonen) játszó tartalékcsapatához, a Klubi-04-hez. Első idényében kimagaslóan teljesített, a csoportját megnyerő együttesben 26 mérkőzésen 33 gólt szerzett, mellyel elhódította gólkirályi címet.

Remek szereplése utat nyitott neki az első csapathoz - a finn első osztályban 2011 októberében mutatkozott be a Rovaniemen PS ellen. A következő, 2012-es évben már stabilan az első csapatnál számoltak vele. A tavasszal, a bajnoki rajt előtt megrendezett ligakupában a HJK-val a döntőig jutott. A Turun PS elleni fináléban gólt szerzett, majd a szétlövésben saját büntetőjét értékesítette, csapata mégis alulmaradt. Az áprilisi bajnoki nyitányon rögtön mesterhármast szerzett az IFK Mariehamn ellen, melyet a szezon során még nyolc bajnoki találat követett. Pohjanpalo emellett eredményes volt a KR Reykjavík elleni BL-, és az Athletic Bilbao elleni EL-selejtezőkön is. A csapat végül finn bajnokként zárta az évet. A 2013-as idényben a HJK megvédte bajnoki címét, a sikerhez Pohjanpalo ezúttal öt találattal járult hozzá, köztük egy újabb mesterhármassal kedvenc ellenfele, az IFK Mariehamn ellen.

### Bayer Leverkusen
A még mindig csak 18 éves tehetségre több nagy csapat is felfigyelt, végül Pohjanpalo német első osztályban szereplő Bayer Leverkusen ajánlatát fogadta el, akikhez kölcsönbe érkezett 2013 szeptemberében. A Leverkusennél azonban nem volt számára hely, így a gyógyszergyáriak rögtön kölcsönadták a német másodosztályban szereplő VfR Aalennek.

#### VfR Aalen
Új csapatában és a 2. Bundesligában 2013 októberében, az Arminia Bielefeld ellen debütált. A Baden-württembergi együttesben Pohjanpalo az idény közepére megszilárdította helyét a kezdőcsapatban, és öt góllal segítette hozzá őket a 11. helyhez.

#### Fortuna Düsseldorf
Az idény végén mind a HJK, mind a Leverkusen meghosszabbította szerződését, ám mégsem náluk, hanem az Aalenhez hasonlóan másodosztályú Fortuna Düsseldorfnál kezdte meg a 2014/15-ös idényt - kölcsönben. A Düsseldorf és Pohjanpalo remekül kezdték a szezont, az ifjú finn szeptember és november vége között 9 forduló alatt 8 gólt szerzett, köztük egy mesterhármast a Darmstadt ellen. Ennek is köszönhetően az együttes pár fordulón át a feljutást jelentő második helyen állt a tabellán. Tavasszal azonban a csapat teljesítménye visszaesett, és csak a 10. helyen zártak. Pohjanpalo 11 találatával a 7. legeredményesebb játékosa lett a szezonnak. A következő idény viszont pocsékul alakult mind a kiesés elől épphogy megmenekülő Düsseldorfnak, mind a 26 mérkőzésen mindössze 2 gólt szerző Joelnek.

#### Bayer Leverkusen
2016 nyarán Pohjanpalo visszatért a Leverkusenhez, ahol a csatárpáros Kießling és Chicharito sérülésével végre alkalma nyílt bekerülni a csapatba. A Bundesligában 2016. augusztus 27-én, a Borussia Mönchengladbach ellen debütált csereként, és szinte első labdaérintéséből gólt szerzett.

### Hamburger SV
2020. január 24-én kölcsönbe érkezett a Hamburger SV csapatához félévre.

### Çaykur Rizespor
2021 szeptember elején meghosszabbította 2023 nyaráig a szerződését a Bayer Leverkusen csapatával, majd kölcsönbe került egy szezonra a török Çaykur Rizespor csapatához.

### Venezia
2022. augusztus 19-én az olasz Venezia szerződtette.

## Válogatottság
A felnőtt válogatottban 2012. november 14-én, egy Ciprus elleni barátságos mérkőzésen debütált. Ezután hosszú ideig nem hívták be, végül két év múlva, 2014-től kezdték gyakrabban szerepeltetni. 2014 márciusában egy magyar válogatott elleni felkészülési mérkőzésen megszerezte első gólját. 2015 őszén zsinórban három Eb-selejtezőn is gólt szerzett, így életben tartva a finnek Eb-reményeit. Végül mégsem sikerült kijutniuk a párizsi tornára, mert (a magyarok mögött) csoportjuk negyedik helyén végeztek.

## Statisztika

### A válogatottban
| Válogatott | Év       | Pályára lépés | Gól |
| ---------- | -------- | ------------- | --- |
| Finnország | 2012     | 1             | 0   |
| Finnország | 2013     | 1             | 0   |
| Finnország | 2014     | 9             | 1   |
| Finnország | 2015     | 7             | 3   |
| Finnország | 2016     | 4             | 0   |
| Finnország | 2017     | 7             | 2   |
| Finnország | 2018     | 1             | 0   |
| Finnország | 2019     | 2             | 1   |
| Finnország | 2020     | 6             | 0   |
| Finnország | 2021     | 13            | 4   |
| Finnország | 2022     | 8             | 2   |
| Finnország | 2023     | 4             | 1   |
| Összesen   | Összesen | 53            | 14  |

#### Góljai a válogatottban
| #  | Időpont             | Helyszín                                          | Ellenfél            | Gólok | Eredmény | Kiírás                                     |
| -- | ------------------- | ------------------------------------------------- | ------------------- | ----- | -------- | ------------------------------------------ |
| 1  | 2014. március 5.    | ETO Park, Győr, Magyarország                      | Magyarország        | 1–1   | 2–1      | Barátságos mérkőzés                        |
| 2  | 2015. szeptember 4. | Karaiszkákisz Stadion, Athén, Görögország         | Görögország         | 1–0   | 1–0      | 2016-os EB-selejtező                       |
| 3  | 2015. szeptember 7. | Olimpiai Stadion, Helsinki, Finnország            | Feröer              | 1–0   | 1–0      | 2016-os EB-selejtező                       |
| 4  | 2015. október 8.    | Nemzeti Stadion, Bukarest, Románia                | Románia             | 1–0   | 1–1      | 2016-os EB-selejtező                       |
| 5  | 2017. június 11.    | Tampere Stadion, Tampere, Finnország              | Ukrajna             | 1–1   | 1–2      | 2018-as VB-selejtező                       |
| 6  | 2017. október 9.    | Veritas Stadion, Turku, Finnország                | Törökország         | 2–2   | 2–2      | 2018-as VB-selejtező                       |
| 7  | 2019. október 12.   | Bilino Polje Stadion, Zenica, Bosznia-Hercegovina | Bosznia-Hercegovina | 1–4   | 1–4      | 2020-as EB-selejtező                       |
| 8  | 2021. március 31.   | Kybunpark, Sankt Gallen, Svájc                    | Svájc               | 1–1   | 2–3      | Barátságos mérkőzés                        |
| 9  | 2021. március 31.   | Kybunpark, Sankt Gallen, Svájc                    | Svájc               | 2–1   | 2–3      | Barátságos mérkőzés                        |
| 10 | 2021. június 12.    | Parken Stadion, Koppenhága, Dánia                 | Dánia               | 1–0   | 1–0      | 2020-as EB                                 |
| 11 | 2021. szeptember 4. | Olimpiai Stadion, Helsinki, Finnország            | Kazahsztán          | 1–0   | 1–0      | 2022-es VB-selejtező                       |
| 12 | 2022. június 7.     | Olimpiai Stadion, Helsinki, Finnország            | Montenegró          | 1–0   | 2–0      | 2022–2023-as UEFA Nemzetek Ligája (B liga) |
| 13 | 2022. június 7.     | Olimpiai Stadion, Helsinki, Finnország            | Montenegró          | 2–0   | 2–0      | 2022–2023-as UEFA Nemzetek Ligája (B liga) |
| 14 | 2023. június 16.    | Olimpiai Stadion, Helsinki, Finnország            | Szlovénia           | 1–0   | 2–0      | 2024-es EB-selejtező                       |

## Sikerei, díjai
Klubcsapatokban
- Kakkonen (Lohko A): bajnok (Klubi-04 2011)
- Veikkausliiga: bajnok (HJK Helsinki 2012, 2013)

Egyéni
- Kakkonen (Lohko A): gólkirály (Klubi-04, 33 gól, 2011)